# Landkreis Ballenstedt
| Basisdaten                 | Basisdaten           |
| -------------------------- | -------------------- |
| Bestandszeitraum           | 1863–1950            |
| Verwaltungssitz            | Ballenstedt          |
| Fläche                     | 332 km² (1939)       |
| Einwohner                  | 33.842 (1939)        |
| Bevölkerungsdichte         | 102 Einw./km² (1939) |
| Gemeinden                  | 19 (1939)            |
| Übersichtskarte von Anhalt |                      |
|                            |                      |

Der Landkreis Ballenstedt (bis 1939 Kreis Ballenstedt) war von 1863 bis 1945 ein Landkreis in Anhalt und von 1945 bis 1950 ein Landkreis im Land Sachsen-Anhalt der SBZ bzw. DDR. Das Gebiet gehört heute zum Landkreis Harz.

## Geografie
Der Landkreis Ballenstedt lag im nördlichen Ostharz und grenzte an die preußischen Landkreise Quedlinburg, Mansfelder Gebirgskreis und Sangerhausen sowie im Westen an den braunschweigischen Landkreis Blankenburg. Zum Landkreis, der selbst eine Exklave des anhaltinischen Kernlandes war, gehörten die zwei Exklaven Großalsleben und Tilkerode.

## Geschichte
Im Herzogtum Anhalt wurde 1863 aus dem Landesteil Ballenstedt, dem sogenannten Oberherzogtum, der Kreis Ballenstedt gebildet. Aus dem Herzogtum Anhalt wurde 1918 der Freistaat Anhalt und ab 1939 hieß der Kreis Landkreis Ballenstedt.
Am 1. April 1942 gab der Landkreis die Exklave Tilkerode an den Mansfelder Gebirgskreis ab. Nach 1945 gehörte der Landkreis zunächst zur neugebildeten Provinz Sachsen-Anhalt, aus der 1947 das Land Sachsen-Anhalt wurde. 1946 trat der Landkreis die Exklave Großalsleben mit Kleinalsleben und Alikendorf an den Landkreis Oschersleben ab. Bei einer Kreisgebietsreform der DDR wurde der Landkreis Ballenstedt 1950 aufgelöst und in den Landkreis Quedlinburg eingegliedert. Dieser ging 2007 im neugebildeten Landkreis Harz auf.

## Einwohner und Gemeinden

### Überblick
| Einwohner         | 1871   | 1890   | 1900   | 1910   | 1925   | 1939   | 1946   |
| ----------------- | ------ | ------ | ------ | ------ | ------ | ------ | ------ |
| Kreis Ballenstedt | 25.623 | 28.857 | 30.294 | 31.179 | 32.254 | 33.842 | 43.964 |

### Einwohnerverzeichnis 1910
Zum 1. Dezember 1900 lebten im Landkreis Ballenstedt 31.179 Personen. In selbständigen Gutsbezirken waren es 5 Jahre zuvor 963 Personen.
| 1  | Ballenstedt   | 6.060 | Domänenbezirk Großalsleben-Alikendorf  | 219 |  |  |
| 2  | Harzgerode    | 4.322 | Forstbezirk Ballenstedt                | 144 |  |  |
| 3  | Hoym          | 3.482 | Forstbezirk Neudorf-Tilkerode          | 142 |  |  |
| 4  | Gernrode      | 3.327 | Domänenwerk Hoym mit Vorwerk Hohendorf | 126 |  |  |
| 5  | Frose         | 2.693 | Domänenbezirk Ballenstedt-Asmusstedt   | 103 |  |  |
| 6  | Rieder        | 2.166 | Schloßbezirk Ballenstedt               | 64  |  |  |
| 7  | Badeborn      | 1.436 | Domänenbezirk Radisleben               | 49  |  |  |
| 8  | Großalsleben  | 1.347 | Forstbezirk Gernrode                   | 32  |  |  |
| 9  | Reinstedt     | 1.230 | Domänenbezirk Frose                    | 27  |  |  |
| 10 | Güntersberge  | 891   | Rittergutsbezirk Siptenfelde           | 18  |  |  |
| 11 | Neudorf       | 722   | Domänenbezirk Schielo                  | 17  |  |  |
| 12 | Siptenfelde   | 704   | Domänenbezirk Opperode                 | 15  |  |  |
| 13 | Schielo       | 617   | Forstbezirk Harzgerode                 | 5   |  |  |
| 14 | Opperode      | 536   | Schloßbezirk Alexisbad                 | 2   |  |  |
| 15 | Radisleben    | 534   | Forstbezirk Güntersberge               | 0   |  |  |
| 16 | Alikendorf    | 437   | Gutsbezirk Bärenrode                   | 44  |  |  |
| 17 | Kleinalsleben | 292   |                                        |     |  |  |
| 18 | Tilkerode     | 207   |                                        |     |  |  |
| 19 | Lindenberg    | 132   |                                        |     |  |  |

### Einwohnerverzeichnis 1939
Der Landkreis Ballenstedt umfasste (Stand 1939) sechs Städte, dreizehn weitere Gemeinden und vier gemeindefreie Gutsbezirke:
| Gemeinde                       | Einwohner |
| ------------------------------ | --------- |
| Alikendorf                     | 432       |
| Badeborn                       | 1.464     |
| Ballenstedt, Stadt             | 6.729     |
| Ballenstedt, Gutsbezirk        | 135       |
| Frose                          | 2.523     |
| Gernrode, Stadt                | 4.457     |
| Gernrode, Gutsbezirk           | 24        |
| Großalsleben, Stadt            | 1.380     |
| Güntersberge, Stadt            | 1.025     |
| Güntersberge, Gutsbezirk       | 7         |
| Harzgerode, Stadt              | 4.441     |
| Harzgerode-Neudorf, Gutsbezirk | 0         |
| Hoym, Stadt                    | 3.875     |
| Kleinalsleben                  | 297       |
| Lindenberg                     | 106       |
| Neudorf                        | 703       |
| Opperode                       | 535       |
| Radisleben                     | 598       |
| Reinstedt                      | 1.343     |
| Rieder                         | 2.365     |
| Schielo                        | 494       |
| Siptenfelde                    | 721       |
| Tilkerode                      | 220       |

## Wappen
| | Blasonierung: „Geviert, belegt mit einem Herzschild; Feld 1: in Silber ein roter goldbewehrter Adler am Spalt, Feld 2: Schwarz über Gold neunmal geteilt, belegt mit einem grünen Rautenkranz, Feld 3: Schwarz über Gold neunmal geteilt, Feld 4: in Silber ein in rot gekleideter, golden nimbierter Heiliger mit goldenen Schuhen, in beiden Händen ein goldenes Buch haltend. Der Herzschild zeigt in Silber einen schreitenden schwarzen Bären auf roter, schwarz gefugter Zinnenmauer mit offenem Tor.“ |
| Wappenbegründung: In den Feldern 1 und 2 wird das Wappen des anhaltischen Fürstenhauses, im Feld 3 das Wappen der Grafschaft Ballenstedt, im Feld 4 der heilige Cyriacus, der Schutzpatron des Reichsstifts Gernrode, dargestellt. Der Herzschild zeigt das 1924 beschlossene Wappen des Freistaates Anhalt. Das Wappen wurde vom Heraldiker Gustav Adolf Closs aus Berlin gestaltet und am 18. Dezember 1935 durch das Anhaltische Staatsministerium unter Zustimmung des Reichsstatthalters von Braunschweig-Anhalt verliehen. | |